# Кобац (ваздухопловна једрилица)
Кобац је двоседа школско тренажна једрилица мешовите конструкције. Пројектант ове једрилице је био инж. Борис Цијан а израдила је фабрика авиона Икарус из Земуна.

## Пројектовање и развој
У послератном периоду је постојао веома амбициозан план обуке пилота. Значајну улогу у томе играо је Ваздухопловни савез Југославије који је школовао падобранце, једриличаре и моторне пилоте кроз Аеро клубове широм земље. Велики проблем је био у томе што је недостајало двоседих једрилица и школских авиона. Због тога је Икарус у току 1951./52. године почео пројект једне двоседе једрилице коју је као главни пројектант водио инжењер и једриличар Б. Цијан. Имајући у виду све околности, недостатак појединих врста материјала, намену летелице, њену издржљивост, неприпремљености локалних аеродрома и грешке ученика, пројектант се одлучио за једрилицу мешовите конструкције. Пројект је завршен марта месеца 1953., једрилица је добила назив Кобац а први лет је обављен 18. марта 1953. године.

### Технички опис
Ова двоседа једрилица је направљена као средњокрили моноплан. Труп једрилице је направљен из два дела: предњи део, у коме се налази кабина пилота је направљен као заварена конструкција од челичних цеви обложених платном а део трупа који се рапидно сужавао пема репу, заједно са вертикалним стабилизатором и кормилом правца, направљен је као монокок конструкција од дуралуминијума спојена закивцима. У кабину су смештена два седишта, у тандем распореду, једно иза другог, и била је опремљена дуплим командама и имала је две истоветне инструмент табле са сетом инструмената за дневно летење. Пилотска кабина је била покривена великим поклопцем од плексигласа који је омогућавао изванредну прегледност са оба кабинска места.
Крило једрилице Кобац има трапезасти облик са равним крајем. Крило је класичне дрвене конструкције са две рамењаче. Нападна ивица крила је изведена као торзиона кутија обложена шпером а остатак крила је обложен импрегнираним платном. Аеропрофил крила је у корену и средини NACA 4415 а крај крила USA 35 B mod, виткост је 12,5. Крила су опремљена аеродинамичким кочницама. Конструкција хоризонталног стабилизатора као и кормила су изведени као и крило.
Са доње стране кабине од самог носа једрилице, налази се масиван клизач на чијем се крају испод кабине налазе удвојени гумени точкови са појачаном амортизацијом а испод репа се налази еластична дрљача. Оваквим стајним трапом омогућено је овој једрилици да користи аеродроме са лошије припремљеним полетно слетним стазама.

## Карактеристике
Карактеристике наведене овде се односе на једрилицу Кобац а према изворима
| Финеса      | 1 : 23 при брзини 74 km/h |
| Перформансе | - максимална брзина 200 km/h - макс. брзина аеро вуче 190 km/h - макс. брзина витло 90 km/h - минимално пропадање 0,83 m/s при брзини 68 km/h                                       |
| Димензије   | - размах крила 16,00m - површина крила 20,50m² - аеропрофил крила NACA 4415 / USA 35 B mod - макс. оптеречење крила; 24,3kg/m² - дужина трупа 7,67m - ширина трупа 0,70m - висина m |
| Маса        | - сопствена 308 kg - полетна 498 kg - водени баланс; нема |

## Сачувани примерци
Није сачуван примерак ова једрилица.

## Земље које су користиле ову једрилицу
- Југославија